# HD208266
HD208266 — хімічно пекулярна зоря спектрального класу
B4 й має видиму зоряну величину в смузі V приблизно  8,1.

## Пекулярний хімічний склад
Зоряна атмосфера HD208266 має підвищений вміст 
He
.